# Vibrissea decolorans
Vibrissea decolorans är en svampart som först beskrevs av Anton Eleutherius Sauter, och fick sitt nu gällande namn av A. Sánchez & Korf 1967. Vibrissea decolorans ingår i släktet Vibrissea och familjen Vibrisseaceae.  Arten är reproducerande i Sverige. Inga underarter finns listade i Catalogue of Life.